# Допінг-тест
До́пінг-тест — спеціальний медичний аналіз для перевірки організму спортсмена на наявність заборонених препаратів.
Проводиться всесвітнім антидопінговим агентством ВАДА після виникнення обґрунтованих підозр. У разі відмови пройти обстеження — спортсмен зазнає дискваліфікації.